# Junioreuropamästerskapet i ishockey 1968
Junioreuropamästerskapet i ishockey 1968 var den första officiella upplagan av turneringen. Turneringen spelades i Tammerfors i Finland under perioden 26 december 1967-3 januari 1968. Västtyskland kom dock aldrig till spel mot Tjeckoslovakien.

## Kval
|  | Tjeckoslovakien | 1-3 1-10  | Östtyskland | Schaffhausen Crimmitschau |
|  | Sovjetunionen   | 9-1 4-0   | Bulgarien   | Reims                     |
|  | Sverige         | 17-0 18-1 | Norge       | Sarpsborg Oslo            |
|  | Frankrike       | 1-16 6-6  | Polen       | Reims                     |

## Huvudturnering
| Lag                | Tjeckoslovakien | Sovjetunionen | Sverige | Finland | Polen | Östtyskland | gjorda mål/insläppta mål | poäng |
| ------------------ | --------------- | ------------- | ------- | ------- | ----- | ----------- | ------------------------ | ----- |
| 1. Tjeckoslovakien | —               | 4-3           | 5-2     | 8-5     | 14-4  | 15-0        | 46-14                    | 10    |
| 2. Sovjetunionen   | 3-4             | —             | 6-4     | 5-2     | 16-2  | 9-2         | 39-14                    | 8     |
| 3. Sverige         | 2-5             | 4-6           | —       | 4-2     | 5-5   | 21-1        | 36-19                    | 5     |
| 4. Finland         | 5-8             | 2-5           | 2-4     | —       | 9-1   | 8-3         | 26-21                    | 4     |
| 5. Polen           | 4-14            | 2-16          | 5-5     | 1-9     | —     | 7-2         | 19-46                    | 3     |
| 6. Östtyskland     | 0-15            | 2-9           | 1-21    | 3-8     | 2-7   | —           | 08-60                    | 0     |

Östtyskland nedflyttade till 1969 års B-grupp.

## Priser och utmärkelser
- Målkung: Walenty Zietara , Polen (11 mål)
- Bästa målvakt: Jiri Crha, Tjeckoslovakien
- Bästa försvarare: Valeri Vassiliev, Sovjetunionen
- Bästa anfallare: Walenty Zietara, Polen

### Fotnoter
1. ↑  ”Championnat d'Europe 1968 des moins de 19 ans” (på franska). Hockeyarchives. 16 mars 1968. http://www.passionhockey.com/hockeyarchives/U-19_1968.htm. Läst 29 november 2014.